# Rai 1
Rai 1 – włoski kanał telewizyjny, program pierwszy włoskiego nadawcy publicznego RAI.
Został uruchomiony 3 stycznia 1954 roku. Obecnie jest drugim pod względem średniej oglądalności kanałem telewizyjnym we Włoszech. W Polsce jest dostępny w niekodowanym przekazie satelitarnym z satelity Hot Bird i w niektórych sieciach telewizji kablowej. Ze względu na treści licencyjne, niektóre filmy, seriale oraz wydarzenia sportowe są kodowane.
W latach 1989–1994 Rai 1 był dostępny naziemnie w Polsce z nadajnika RTCN Chorągwica na kanale 50.

## Programy emitowane na RAI 1
- TG1 – program informacyjny RAI 1. Główne wydania (Telegiornale) są nadawane codziennie o 13:30 oraz 20:00.
- Speciale TG1 – cykl filmów dokumentalnych oraz program specjalny na wypadek bardzo poważnych wydarzeń, nadawany w niedzielę o 23:50 oraz w dni powszednie o 20:30.
- Uno Mattina – program poranny RAI 1, nadawany codziennie o 6:50.
- La Vita In Diretta – program popołudniowy RAI 1, nadawany od poniedziałku do piątku o 17:00.
- Domenica In – niedzielny program popołudniowy, nadawany w niedziele o 14:00.
- L'Eredita – teleturniej, nadawany od poniedziałku do piątku o 18:45.
- La prova del cuoco – program kulinarny, nadawany od poniedziałku do piątku o 12:00.
- Porta a Porta – wieczorny program publicystyczny prowadzony przez Bruno Vespe, nadawany od poniedziałku do czwartku o 23:40. Nazywany jest „trzecią izbą parlamentu”.
- TV7 – przegląd wydarzeń tygodnia, nadawany w piątki o 23:40.
- Techetechete – archiwalny program montażowy, nadawany codziennie w wakacje o 20:30.
- Che tempo che fa – talk show, nadawany w czwartki o 20:30.
- Tale a Quale Show – program rozrywkowy, nadawany w piątki o 20:30. Prowadzi Carlo Conti.

## Seriale emitowane na RAI 1
- Don Matteo
- Detektyw w habicie

## Festiwale emitowane na RAI 1
- Festiwal Piosenki Włoskiej w San Remo
- Konkurs Piosenki Eurowizji
- Zecchino d’Oro